# 布盧登茨
布盧登茨（德語：Bludenz，德語發音：[ˈbluːdɛnt͡s] ⓘ）是奧地利福拉尔贝格州的市镇，位於該國西部，面積30平方公里，海拔高度588米，該地區自史前時代有人類居住，2012年人口13,801。

## 外部連結
- （德文） Bludenz official website （页面存档备份，存于）